# Championnat d'Islande féminin de handball
Le championnat d'Islande féminin de handball est le plus haut niveau de compétition de clubs féminins de handball en Islande.

## Bilan
| Rang | Club                 | Nb | Saison |
| ---- | -------------------- | -- | --- |
| 1    | Fram Reykjavik       | 23 | 1950, 1951, 1952, 1953, 1954, 1970, 1974, 1976, 1977, 1978, 1979, 1980, 1984, 1985, 1986, 1987, 1988, 1989, 1990, 2013, 2017, 2018, 2022 |
| 2    | Valur Reykjavík      | 20 | 1962, 1964, 1965, 1966, 1967, 1968, 1969, 1971, 1972, 1973, 1974, 1983, 2010, 2011, 2012, 2014, 2019, 2023, 2024, 2025                   |
| 3    | Ármann Reykjavik     | 12 | 1940, 1941, 1942, 1943, 1944, 1947, 1948, 1949, 1956, 1958, 1960, 1963                                                                   |
| 4    | Haukar Hafnarfjörður | 7  | 1945, 1946, 1996, 1997, 2001, 2002, 2005                                                                                                 |
| 4    | UMF Stjarnan         | 7  | 1991, 1995, 1998, 1999, 2007, 2008, 2009                                                                                                 |
| 6    | ÍB Vestmannaeyja     | 4  | 2000, 2003, 2004, 2006 |
| 7    | FH Hafnarfjörður     | 3  | 1961, 1981 et 1982 |
| 7    | Vikingur Reykjavik   | 3  | 1992, 1993, 1994 |
| 8    | KR Reykjavik         | 2  | 1955, 1959 |
| 8    | ÍF Grótta            | 2  | 2015, 2016 |
| 10   | Þróttur Reykjavik    | 1  | 1957 |
| 10   | KA/Þór Akureyri (en) | 1  | 2021 |

## Palmarès saison par saison
| Année | Champion                                  | Vice-champion                             | Troisième ou 1/2 finaliste                |
| ----- | ----------------------------------------- | ----------------------------------------- | ----------------------------------------- |
| 1940  | Ármann Reykjavik                          | Haukar Hafnarfjörður                      | ÍR Reykjavik                              |
| 1941  | Ármann Reykjavik                          | Ármann Reykjavik B                        | ?                                         |
| 1942  | Ármann Reykjavik                          | Haukar Hafnarfjörður                      | ?                                         |
| 1943  | Ármann Reykjavik                          | ?                                         | ?                                         |
| 1944  | Ármann Reykjavik                          | Haukar Hafnarfjörður                      | KR Reykjavik                              |
| 1945  | Haukar Hafnarfjörður                      | Ármann Reykjavik                          | ÍR Reykjavik                              |
| 1946  | Haukar Hafnarfjörður                      | FH Hafnarfjörður                          | KR Reykjavik                              |
| 1947  | Ármann Reykjavik                          | FH Hafnarfjörður                          | ÍA Akranes KR Reykjavik                   |
| 1948  | Ármann Reykjavik                          | KR Reykjavik                              | Fram Reykjavik ÍR Reykjavik               |
| 1949  | Ármann Reykjavik                          | Fram Reykjavik                            | ÍR Reykjavik                              |
| 1950  | Fram Reykjavik                            | ÍR Reykjavik                              | Ármann Reykjavik                          |
| 1951  | Fram Reykjavik                            | Ármann Reykjavik                          | KR Reykjavik                              |
| 1952  | Fram Reykjavik                            | Ármann Reykjavik                          | KR Reykjavik                              |
| 1953  | Fram Reykjavik                            | Ármann Reykjavik                          | Valur Reykjavík FH Hafnarfjörður          |
| 1954  | Fram Reykjavik                            | Valur Reykjavík                           | Ármann Reykjavik                          |
| 1955  | KR Reykjavik                              | Ármann Reykjavik                          | Fram Reykjavik                            |
| 1956  | Ármann Reykjavik                          | KR Reykjavik                              | Þróttur Reykjavik                         |
| 1957  | Þróttur Reykjavik                         | Fram Reykjavik                            | Ármann Reykjavik                          |
| 1958  | Ármann Reykjavik                          | KR Reykjavik                              | Fram Reykjavik                            |
| 1959  | KR Reykjavik                              | Ármann Reykjavik                          | Valur Reykjavík                           |
| 1960  | Ármann Reykjavik                          | Valur Reykjavík                           | KR Reykjavik                              |
| 1961  | FH Hafnarfjörður                          | Valur Reykjavík                           | KR Reykjavik                              |
| 1962  | Valur Reykjavík                           | FH Hafnarfjörður                          | Ármann Reykjavik                          |
| 1963  | Ármann Reykjavik                          | Valur Reykjavík                           | FH Hafnarfjörður                          |
| 1964  | Valur Reykjavík                           | Ármann Reykjavik                          | FH Hafnarfjörður                          |
| 1965  | Valur Reykjavík                           | FH Hafnarfjörður                          | Ármann Reykjavik                          |
| 1966  | Valur Reykjavík                           | FH Hafnarfjörður                          | Fram Reykjavik                            |
| 1967  | Valur Reykjavík                           | FH Hafnarfjörður                          | Fram Reykjavik                            |
| 1968  | Valur Reykjavík                           | Ármann Reykjavik                          | Fram Reykjavik                            |
| 1969  | Valur Reykjavík                           | Fram Reykjavik                            | Víkingur Reykjavik                        |
| 1970  | Fram Reykjavik                            | Valur Reykjavík                           | Víkingur Reykjavik                        |
| 1971  | Valur Reykjavík                           | Fram Reykjavik                            | Ármann Reykjavik                          |
| 1972  | Valur Reykjavík                           | Fram Reykjavik                            | Ármann Reykjavik                          |
| 1973  | Valur Reykjavík                           | Fram Reykjavik                            | Víkingur Reykjavik                        |
| 1974  | Fram Reykjavik                            | Valur Reykjavík                           | Ármann Reykjavik                          |
| 1975  | Valur Reykjavík                           | Fram Reykjavik                            | Ármann Reykjavik                          |
| 1976  | Fram Reykjavik                            | Ármann Reykjavik                          | Valur Reykjavík                           |
| 1977  | Fram Reykjavik                            | Valur Reykjavík                           | Þór Akureyri                              |
| 1978  | Fram Reykjavik                            | FH Hafnarfjörður                          | Valur Reykjavík                           |
| 1979  | Fram Reykjavik                            | Valur Reykjavík                           | FH Hafnarfjörður                          |
| 1980  | Fram Reykjavik                            | Valur Reykjavík                           | KR Reykjavik                              |
| 1981  | FH Hafnarfjörður                          | Valur Reykjavík                           | Fram Reykjavik                            |
| 1982  | FH Hafnarfjörður                          | Fram Reykjavik                            | Valur Reykjavík                           |
| 1983  | Valur Reykjavík                           | Fram Reykjavik                            | FH Hafnarfjörður                          |
| 1984  | Fram Reykjavik                            | FH Hafnarfjörður                          | ÍR Reykjavik                              |
| 1985  | Fram Reykjavik                            | ?                                         | ?                                         |
| 1986  | Fram Reykjavik                            | UMF Stjarnan                              | FH Hafnarfjörður                          |
| 1987  | Fram Reykjavik                            | FH Hafnarfjörður                          | UMF Stjarnan                              |
| 1988  | Fram Reykjavik                            | FH Hafnarfjörður                          | Valur Reykjavík                           |
| 1989  | Fram Reykjavik                            | FH Hafnarfjörður                          | UMF Stjarnan                              |
| 1990  | Fram Reykjavik                            | UMF Stjarnan                              | FH Hafnarfjörður                          |
| 1991  | UMF Stjarnan                              | Fram Reykjavik                            | Víkingur Reykjavik                        |
| 1992  | Víkingur Reykjavik                        | ?                                         | ?                                         |
| 1993  | Víkingur Reykjavik                        | ?                                         | ?                                         |
| 1994  | Víkingur Reykjavik                        | ?                                         | ?                                         |
| 1995  | UMF Stjarnan                              | ?                                         | ?                                         |
| 1996  | Haukar Hafnarfjörður                      | UMF Stjarnan                              | Fram Reykjavik                            |
| 1997  | Haukar Hafnarfjörður                      | UMF Stjarnan                              | FH Hafnarfjörður                          |
| 1998  | UMF Stjarnan                              | ?                                         | ?                                         |
| 1999  | UMF Stjarnan                              | FH Hafnarfjörður                          | Fram Reykjavik                            |
| 2000  | ÍB Vestmannaeyja                          | ÍF Grótta                                 | Víkingur Reykjavik                        |
| 2001  | Haukar Hafnarfjörður                      | ÍB Vestmannaeyja                          | Fram Reykjavik                            |
| 2002  | Haukar Hafnarfjörður                      | UMF Stjarnan                              | Víkingur Reykjavik                        |
| 2003  | ÍB Vestmannaeyja                          | Haukar Hafnarfjörður                      | UMF Stjarnan                              |
| 2004  | ÍB Vestmannaeyja                          | Valur Reykjavík                           | UMF Stjarnan                              |
| 2005  | Haukar Hafnarfjörður                      | ÍB Vestmannaeyja                          | UMF Stjarnan                              |
| 2006  | ÍB Vestmannaeyja                          | Valur Reykjavík                           | Haukar Hafnarfjörður                      |
| 2007  | UMF Stjarnan                              | ÍF Grótta                                 | Valur Reykjavík                           |
| 2008  | UMF Stjarnan                              | Fram Reykjavik                            | Valur Reykjavík                           |
| 2009  | UMF Stjarnan                              | Fram Reykjavik                            | Haukar Hafnarfjörður                      |
| 2010  | Valur Reykjavík                           | Fram Reykjavik                            | UMF Stjarnan                              |
| 2011  | Valur Reykjavík                           | Fram Reykjavik                            | UMF Stjarnan                              |
| 2012  | Valur Reykjavík                           | Fram Reykjavik                            | ÍB Vestmannaeyja                          |
| 2013  | Fram Reykjavik                            | UMF Stjarnan                              | Valur Reykjavík                           |
| 2014  | Valur Reykjavík                           | UMF Stjarnan                              | ÍB Vestmannaeyja                          |
| 2015  | ÍF Grótta                                 | UMF Stjarnan                              | Fram Reykjavik                            |
| 2016  | ÍF Grótta                                 | UMF Stjarnan                              | Haukar Hafnarfjörður                      |
| 2017  | Fram Reykjavik                            | UMF Stjarnan                              | Haukar Hafnarfjörður et ÍF Grótta         |
| 2018  | Fram Reykjavik                            | Valur Reykjavík                           | ÍB Vestmannaeyja et Haukar Hafnarfjörður  |
| 2019  | Valur Reykjavík                           | Fram Reykjavik                            | ÍB Vestmannaeyja et Haukar Hafnarfjörður  |
| 2020  | arrêté à cause de la pandémie de Covid-19 | arrêté à cause de la pandémie de Covid-19 | arrêté à cause de la pandémie de Covid-19 |
| 2021  | KA/Þór Akureyri (en)                      | Valur Reykjavík                           | Fram Reykjavik et ÍB Vestmannaeyja        |
| 2022  | Fram Reykjavik                            | Valur Reykjavík                           | KA/Þór Akureyri (en) et ÍB Vestmannaeyja  |
| 2023  | Valur Reykjavík                           | ÍB Vestmannaeyja                          | Haukar Hafnarfjörður et UMF Stjarnan      |
| 2024  | Valur Reykjavík                           | Haukar Hafnarfjörður                      | ÍB Vestmannaeyja et Fram Reykjavik        |
| 2025  | Valur Reykjavík                           | Haukar Hafnarfjörður                      | Fram Reykjavik et IR Reykjavik            |
| 2026  | -                                         | -                                         | - et -                                    |

## Classement EHF
Le coefficient EHF pour la saison 2020/2021 est :
| Rang | Évolution     | Rang 2019/20 | Championnat         | Coefficient |
| ---- | ------------- | ------------ | ------------------- | ----------- |
| 1    | en stagnation | (1)          | Nemzeti Bajnokság I | 162,50      |
| 2    | Entré         | (3)          | Super League        | 119,00      |
| 3    | Remplacé      | (2)          | Liga Naţională      | 106,67      |
| 4    | en stagnation | (4)          | Damehåndboldligaen  | 105,17      |
| 5    | en stagnation | (5)          | LFH                 | 95,00       |
| 6    | en stagnation | (6)          | Eliteserien         | 89,67       |
| 7    | en stagnation | (7)          | Bundesliga          | 68,83       |
| ...  |               |              |                     |             |
| 34   | Remplacé      | (28)         | D1 Islande          | 6,67        |

Évolution
| Année | 2007-2008 | 2008-2009 | 2009-2010 | 2010-2011 | 2011-2012 | 2012-2013 | 2013-2014 | 2014-2015 | 2015-2016 | 2016-2017 | 2017-2018 | 2018-2019 | 2018-2019 | 2020-2021 |
| Rang  | 19        | 23        | 20        | 28        | 27        | 26        | 27        | 26        | 28        | 27        | 26        | 25        | 28        | 34        |

Source : « cms.eurohandball.com », Fédération européenne de handball